# Руски, Франческо
Франческо Руски (итал. Francesco Ruschi; 1610, Рим — июль 1661, Тревизо) — итальянский живописец, караваджист.

## Биография
Франческо Руски родился в Риме в начале XVII века; повзрослев, он посещал «Торретту», одну из самых активных и популярных мастерских в Риме начала века, которой руководил Джузеппе Чезари (кавалер д’Арпино). Ключевым моментом его обучения стала встреча с Караваджо. Помимо Джузеппе Чезари он испытал влияние Ф. Альбани и Пьетро да Кортоны, а также поддерживал связь с художниками-караваджистами, работавшими после Караваджо.
В период 1620—1625 годов Франческо Руски находился в Венеции. В городе-лагуне он женился на Людовике Лузи, но вскоре овдовел. Во втором браке с Вирджинией у него было двое детей.
В Венеции Руски сразу стал заметной фигурой. Он перенял некоторые живописные приёмы тенебризма у Паоло Веронезе, создавая посредством своей живописи особый мир, в котором преобладают архитектурные элементы и мощные декоративные конструкции. Творчество Франческо Руски оказало заметное влияние на Антонио Дзанки, его самого выдающегося ученика. В период работы Руски в Венеции начался упадок некогда могущественной Республики, и именно в этом контексте Падованино, Франческо Руски, Пьетро Либери, Франческо Маффеи, Джулио Карпиони, Лука Джордано и Себастьяно Риччи прославляли посредством сюжетов и героев классической мифологии Венецию как идеальную республику. Это была попытка возрождения венецианской живописи её лучших лет. Художники первой половины XVII века восстанавливали традиции особого венецианского колорита и атмосферы, характерных для их предшественников XVI века.
С 1656 года Франческо Руски находился в Тревизо. Из его произведений наиболее известны «Мадонна со святыми» (1641, Венеция, Сан Пьетро ди Кастелло), «Мадонна со святыми» (ок. 1656, Венеция, Сан-Клементе), «Отречение от Агари» (Тревизо, Муниципальный музей).

## Галерея
- Агарь и ангел в пустыне. Ок. 1640. Холст, масло. Музей венецианского сеттеченто, Ка-Реццонико, Венеция
- Святая Урсула. Холст, масло. Галерея Академии, Венеция
- Святые Урсула и Мария Магдалина. 1663—1664. Холст, масло. Музей венецианского сеттеченто, Ка-Реццонико, Венеция
- Корнелия, мать Гракхов. Муниципальный музей, Тревизо
- Отречение от Агари. Муниципальный музей, Тревизо
- Прокрида предлагает Кефалу собаку Лелапа и копьё, которое всегда попадает в цель, в обмен на ночь любви. Между 1625 и 1661. Местонахождение неизвестно